# Mario Fiorillo
Mario Fiorillo (Napoli, 16 dicembre 1962) è un ex pallanuotista, allenatore di pallanuoto e dirigente sportivo italiano di ruolo attaccante. Fu capitano della nazionale italiana vincitrice dell'oro ai giochi olimpici di Barcellona 1992. Allenatore e Presidente della Roma Olympic in Serie A1.

## Carriera da giocatore

### Squadre di club

#### Posillipo
Il nome di Fiorillo è legato al Posillipo, club della sua città natale e uno dei più titolati della pallanuoto italiana. Inizia l'attività nel 1975 e accompagna la squadra nel percorso che la porterà ai vertici nazionali. Dopo il terzo posto nel campionato del 1983 arriva il secondo posto in quello successivo, perdendo la finale dei playoff contro la Pro Recco per 2-0 dopo aver dominato la stagione regolare. Nel campionato 1984-1985 vince il suo primo titolo, che è il primo anche per la Posillipo e arriva nella finale dei play-off nel derby con la Canottieri Napoli, battuta nella terza partita dopo che le prime due si erano chiuse con un successo per parte.
È l'inizio del dominio del Posillipo in Italia, nella stagione seguente i napoletani vincono di nuovo lo scudetto piegando in finale il Pescara, nuovamente alla terza partita. Gli abruzzesi si prendono la rivincita nella finale dell'anno dopo battendo per 2 vittorie a 0 il Posillipo, che quello stesso anno conquista la sua prima Coppa Italia e si riprende lo scudetto nel campionato 1987-1988 sconfiggendo la Canottieri Napoli dopo 3 partite equilibrate. Nel 1988 arriva anche il primo successo dei napoletani nella Coppa delle Coppe, oltre al secondo posto in Coppa Italia e nella Supercoppa LEN. Al termine della stagione, Fiorillo viene ingaggiato dal Pescara.

#### Pescara
Rimane ai vertici anche con il Pescara, che dopo aver dominato la stagione regolare nel campionato 1988-1989 perde la serie finale proprio contro il Posillipo per 3-1, ma vince la Coppa Italia. Nella stagione seguente gli abruzzesi vengono eliminati in semifinale nei playoff di campionato ma si rifanno vincendo la Coppa delle Coppe. Nella stagione 1990-1991 il Pescara torna in finale nel campionato, perdendola contro il Savona. Dopo 3 annate in Abruzzo, Fiorillo annuncia il suo ritorno al Posillipo.

#### Ritorno al Posillipo
Negli ultimi 5 anni di carriera Fiorillo rimane con la sua vecchia squadra, che dopo essere stata eliminata nei quarti dei playoff nel campionato 1991-1992 vince 4 scudetti consecutivi. Chiude la carriera con 7 titoli nazionali vinti con il Posillipo, oltre alle due Coppe Italia e due Coppe delle Coppe vinte tra Posillipo e Pescara.

### Nazionale

#### Juniores
Debutta con la Nazionale juniores agli Europei del 1980 a Sittard classificandosi 5º. Vince il titolo nei successivi Europei del 1982 a Varna.

#### Nazionale maggiore
L'esordio con la Nazionale maggiore avviene nei Campionati europei del 1981 a Spalato, dove si classifica al 6º posto. L'anno dopo giunge la delusione dei Mondiali del 1982 a Guayaquil, dove l'Italia campione uscente non va oltre al 9º posto. Il periodo negativo continua nel 1983 con il 6º posto nei Campionati europei disputati a Roma. Quell'anno è terzo con gli azzurri sia in Coppa del mondo a Malibù  che nei Giochi del Mediterraneo di Casablanca.
Fa il suo debutto olimpico nei Giochi del 1984 a Los Angeles, dove malgrado l'assenza di Unione Sovietica, Ungheria e Cuba per il boicottaggio l'Italia si deve accontentare del 7º posto. Fiorillo è comunque il vice-cannoniere della manifestazione con 19 gol dietro al fuoriclasse spagnolo Manuel Estiarte. L'anno successivo arriva la 4ª piazza agli Europei di Sofia e i quinti posti nella Coppa del Mondo a Duisburg e alle Universiadi di Kobe. Il Settebello si riscatta ai Mondiali del 1986 di Madrid con il 2º posto dietro alla Jugoslavia, che si impone in finale per 12-11 dopo 4 tempi supplementari.
Ai Campionati europei del 1987 a Strasburgo Fiorillo e compagni si piazzano al 3º posto mentre nella Coppa del Mondo a Salonicco sono quinti. Arrivano invece i successi ai Giochi del Mediterraneo 1987 di Latakia e alle Universiadi di Zagabria. La sfortunata Olimpiade del 1988 a Seul si chiude con un settimo posto. Quello stesso anno gli azzurri si arrendono alla Jugoslavia nella semifinale degli Europei di Bonn, giungendo terzi, e in finale nella Coppa del Mondo di Berlino. Nel 1991 l'Italia di Fiorillo è 6ª ai Mondiali di Perth, 4ª agli Europei di Atene, dove perde di nuovo in semifinale dalla bestia nera Jugoslavia, e vince i Giochi del Mediterraneo di Atene.
Ha quindi inizio uno dei periodi più gloriosi della pallanuoto italiana, che coincide con l'arrivo sulla panchina azzurra dell'ex tecnico della Jugoslavia Ratko Rudić e con gli ultimi anni in Nazionale di Fiorillo. Nel 1992 il Settebello trionfa alle Olimpiadi di Barcellona battendo in finale per 9-8 dopo 3 tempi supplementari i padroni di casa della Spagna. Il periodo d'oro continua nel 1993 con la vittoria negli Europei di Sheffield, sconfiggendo in finale l'Ungheria, e con i successi nella Coppa del Mondo ad Atene e nei Giochi del Mediterraneo a Canet-en-Roussillon. Fiorillo chiude la carriera in Nazionale con un nuovo trionfo, che arriva con la vittoria per 10-5 in finale contro la Spagna ai Mondiali del 1994 davanti al pubblico di Roma.
Con le sue 444 partite disputate, ha detenuto per alcuni anni il record di presenze in Nazionale. A tutto il 10 gennaio 2016 era il terzo della graduatoria superato da Carlo Silipo con 482 presenze e da Alessandro Calcaterra con 449.

## Dirigente e allenatore
Dal 1998 al 2003 è stato direttore generale della Roma Pallanuoto, con cui al primo anno ha vinto il titolo di campione d'Italia. Nel 2010 viene nominato presidente onorario dell'emergente club di pallanuoto Roma Nuoto, per il quale nel 2014 debutta nella veste di allenatore. Esonerato durante i playoff per la promozione in Serie A1 nel giugno 2017, nell'agosto successivo firma come direttore sportivo per la Roma 2007 (dal 2022 Olympic Roma). Nel 2022 fonda la Fiorillo Academy e diventa allenatore e presidente dell'Olympic Roma in Serie A2, con cui due anni dopo conquista la promozione in Serie A1. Nel maggio 2025 viene nominato allenatore della nazionale italiana universitaria.

## Riconoscimenti
È stato insignito del titolo di Cavaliere della Repubblica per meriti sportivi. Nel 2015 gli viene consegnato il collare d'oro al merito sportivo. Nel 2016, una targa con il nome di Mario Fiorillo è stata inserita nel percorso Walk of Fame inaugurato l'anno precedente al parco olimpico del Foro Italico a Roma, riservato agli sportivi italiani che si sono distinti per i risultati ottenuti in campo internazionale.

## Palmarès

### Giocatore

#### Club
- Campionato italiano: 7

Posillipo: 1984-1985, 1985-1986, 1987-1988, 1992-1993, 1993-1994, 1994-1995, 1995-1996
- Coppe Italia: 2

Posillipo: 1986-1987
Pescara: 1988-1989
- Coppa delle Coppe: 2

Posillipo: 1987-1988
Pescara: 1989-1990

#### Nazionale
- Olimpiadi

Barcellona 1992: 
- Europei

Sheffield 1993: 
- Mondiali

Roma 1994: 

### Allenatore

#### Nazionale
- Universiadi

Reno-Ruhr 2025: 